# ألبرتو ديلغادو بيريز
ألبرتو ديلغادو بيريز (11 مارس 1978 بهافانا في كوبا - ) هو لاعب كرة قدم كوبي في مركز الهجوم. شارك مع منتخب كوبا لكرة القدم. أما مع النوادي، فقد لعب مع كولورادو رابيدز وPuerto Rico Islanders ‏ وFC Ciudad de La Habana ‏ وSevilla FC Puerto Rico ‏.

## وصلات خارجية
- ألبرتو ديلغادو بيريز على موقع الدوري الأمريكي (الإنجليزية)
- ألبرتو ديلغادو بيريز على موقع قاعدة بيانات كرة القدم.إي يو (الإنجليزية)
- ألبرتو ديلغادو بيريز على موقع ناشيونال فوتبول تيمز (الإنجليزية)
- ألبرتو ديلغادو بيريز على موقع عالم كرة القدم.نت (الإنجليزية)